# El Gran Diseño EP (álbum)
El Gran Diseño es el noveno disco solista del cantautor uruguayo Pablo Sciuto en formato EP. Fue publicado en CD por su sello independiente Hipnótica Records en el año 2012, es un álbum grabado en directo de estudio sin tomas adicionales en Madrid, España.
Fue grabado en formato en directo de estudio en los estudios Rock & Soul de la ciudad de Madrid por el reconocido ingeniero español Ricardo Escassi (Tequila, Andrés Calamaro, Stevie Wonder, Xoel López, etc).

## Estilo musical
En este álbum Pablo Sciuto el cantautor uruguayo explora las raíces de la música rioplatense. Basado en el libro homónimo de Stephen Hawking, se aferra a letras de alto contenido poético que exploran los confines del universo de los sentimientos más profundos. Su particular visión de la música y combinación de estilos y sus 15 años de carrera luchando por mantener siempre una transparencia creativa, le hacen un autor siempre por descubrir.

## Lista de canciones
| Lado A |                                               |              |          |  |
| N.º    | Título                                        | Escritor(es) | Duración |  |
| 1.     | «Al acabar el día»                            |              | 5:40     |  |
| 2.     | «El gran diseño (Dedicada a Stephen Hawking)» |              | 3:50     |  |
| 3.     | «Podrás»                                      |              | 4:27     |  |
| 4.     | «Agua que sabes»                              |              | 5:20     |  |

## Ficha técnica
- Pablo Sciuto: Voz, guitarra acústica y española.
- Grabado y mezclado en Rock & Soul por Ricardo Escassi, Madrid, España.
- Masterizado en Casa Sonora por Pablo Sciuto.

- Producción: Pablo Sciuto.
- Fotografía portada: Pablo Sciuto
- Diseño de portada: Estudio Cranearte